# Paradromius linearis
Paradromius linearis es una especie de escarabajo de la familia Carabidae.

## Distribución geográfica
Se distribuye por el paleártico: Europa, el norte de África, las islas Canarias (España) y la mitad occidental de Asia.